# Ainazi - Salacgriva
Ainazi - Salacgriva este o arie protejată (arie specială de conservare — SAC, sit de importanță comunitară — SCI, arie de protecție specială avifaunistică — SPA) din Letonia întinsă pe o suprafață de 7.113,58 ha, integral marine.

## Localizare
Centrul sitului Ainazi - Salacgriva este situat la coordonatele 57°50′03″N 24°17′01″E / 57.8341°N 24.2836°E.

## Înființare
Situl Ainazi - Salacgriva a fost declarat arie de protecție specială avifaunistică în ianuarie 2010 pentru a proteja 8 specii de animale. Alte tipuri de protecție:
- sit de importanță comunitară (în decembrie 2008)
- arie specială de conservare (în ianuarie 2010)[1][3][4]

## Biodiversitate
Situată în ecoregiunea boreală, aria protejată conține 1 habitat natural: Recifuri.
La baza desemnării sitului se află mai multe specii protejate:
- păsări (6): Bucephala clangula, Clangula hyemalis, lebădă de vară (Cygnus olor), codalb (Haliaeetus albicilla), ferestrașul mare (Mergus merganser), Mergus serrator
- pești (2): zvârluga (Cobitis taenia), Lampetra fluviatilis

Pe lângă speciile protejate, pe teritoriul sitului au mai fost identificate 8 specii de plante, 11 specii de păsări, 2 specii de nevertebrate.